# Liste des mammifères aux Pays-Bas européens
Pour des articles plus généraux, voir Liste des mammifères aux Pays-Bas, Liste des mammifères en Europe et Faune aux Pays-Bas européens.

Carte topographique des Pays-Bas européens.

Localisation des Pays-Bas européens en Europe.

Cette liste commentée recense la mammalofaune aux Pays-Bas européens. Elle répertorie les espèces de mammifères néerlandais actuels et celles qui ont été récemment classifiées comme éteintes (à partir de l'Holocène, depuis donc 11 700 ans av. J.‑C.). Comme ici ne sont référencés que les Pays-Bas européens, cette liste ne comptabilise pas les animaux présents dans les Pays-Bas caribéens et dans les autres anciens membres des Antilles néerlandaises, qui sont des îles situées aux petites Antilles.
Elle comporte 120 espèces réparties en dix ordres et 35 familles, dont une est « en danger critique d'extinction », cinq sont « en danger », quatre sont « vulnérables », neuf sont « quasi menacées » et neuf autres ont des « données insuffisantes » pour être classées (selon les critères de la liste rouge de l'UICN au niveau mondial).
Cette liste contient au moins seize espèces introduites sur ce territoire, qui sont plus ou moins bien acclimatées. Il peut contenir aussi des animaux non reconnus par la liste rouge de l'UICN (un mammifère ici) et ils sont classés en « non évalué » : cela étant dû notamment au manque de données, à des espèces domestiques, disparues ou éteintes avant le XVIe siècle. Il n'existe pas aux Pays-Bas européens d'espèce de mammifère endémique. Comme sous-espèce endémique, il y a Microtus oeconomus arenicola, qui est une population relique de Campagnol nordique de l'ère glaciaire.

## Statuts de la liste rouge de l'UICN
Les statuts de conservation utilisés par la liste rouge de l'UICN mondiale sont :
| (EX) | Éteint                  | Il n'y a pas le moindre doute sur le fait que le dernier spécimen recensé est mort.                                                                   |
| (EW) | Éteint à l'état sauvage | L'espèce est connue uniquement en captivité ou en tant que population naturalisée bien en dehors de son ancienne aire de répartition.                 |
| (CR) | En danger critique      | L'espèce risque prochainement de s'éteindre à l'état sauvage.                                                                                         |
| (EN) | En danger               | L'espèce fait face à un très gros risque d'extinction à l'état sauvage.                                                                               |
| (VU) | Vulnérable              | L'espèce fait face à un gros risque d'extinction à l'état sauvage.                                                                                    |
| (NT) | Quasi menacé            | L'espèce ne satisfait pas un ou plusieurs des critères prévus qui permettraient de la catégoriser, mais pourrait risquer de s'éteindre dans le futur. |
| (LC) | Préoccupation mineure   | Il n'y a pas de risque identifiable pour l'espèce. |
| (DD) | Données insuffisantes   | Il n'y a pas d'information adéquate qui permettraient de faire une évaluation des risques pour cette espèce.                                          |
| (NE) | Non évalué              | L'espèce n'a pas encore été confrontée aux critères précédents, n'est pas reconnue par l'UICN ou bien s'est éteinte avant le XVIe siècle.             |

## Ordre:Primates

### Famille:Hominidés
| Nom vulgaire, nom binominal et citation d'auteurs | Nom vulgaire néerlandais (langue officielle des Pays-Bas) | Origine et statut aux Pays-Bas européens | Aire de répartition                    | Statut UICN mondial | Image         |
| ------------------------------------------------- | --------------------------------------------------------- | ---------------------------------------- | -------------------------------------- | ------------------- | ------------- |
| Homme moderne Homo sapiens Linnaeus, 1758         | Mens                                                      | Autochtone,                              | Aire de répartition de l'Homme moderne | [ 2 ]               | Homme moderne |

## Ordre:Lagomorphes

### Famille:Léporidés
| Nom vulgaire, nom binominal et citation d'auteurs       | Nom vulgaire néerlandais (langue officielle des Pays-Bas) | Origine et statut aux Pays-Bas européens | Aire de répartition                     | Statut UICN mondial | Image            |
| ------------------------------------------------------- | --------------------------------------------------------- | ---------------------------------------- | --------------------------------------- | ------------------- | ---------------- |
| Lièvre d'Europe Lepus europaeus Pallas, 1778            | Haas                                                      | Autochtone                               | Aire de répartition du Lièvre d'Europe  | [ 3 ]               | Lièvre d'Europe  |
| Lapin de garenne Oryctolagus cuniculus (Linnaeus, 1758) | Konijn                                                    | Allochtone (Introduit),                  | Aire de répartition du Lapin de garenne | [ 4 ]               | Lapin de garenne |

## Ordre:Rodentiens

### Famille:Castoridés
| Nom vulgaire, nom binominal et citation d'auteurs | Nom vulgaire néerlandais (langue officielle des Pays-Bas) | Origine et statut aux Pays-Bas européens | Aire de répartition                     | Statut UICN mondial | Image            |
| ------------------------------------------------- | --------------------------------------------------------- | ---------------------------------------- | --------------------------------------- | ------------------- | ---------------- |
| Castor d'Eurasie Castor fiber Linnaeus, 1758      | Bever                                                     | Autochtone (Réintroduit),                | Aire de répartition du Castor d'Eurasie | [ 5 ]               | Castor d'Eurasie |

### Famille:Myocastoridés
| Nom vulgaire, nom binominal et citation d'auteurs | Nom vulgaire néerlandais (langue officielle des Pays-Bas) | Origine et statut aux Pays-Bas européens | Aire de répartition             | Statut UICN mondial | Image    |
| ------------------------------------------------- | --------------------------------------------------------- | ---------------------------------------- | ------------------------------- | ------------------- | -------- |
| Ragondin Myocastor coypus (Molina, 1782)          | Beverrat                                                  | Allochtone (Introduit)                   | Aire de répartition du Ragondin | [ 7 ]               | Ragondin |

### Famille:Cricétidés
| Nom vulgaire, nom binominal et citation d'auteurs                      | Nom vulgaire néerlandais (langue officielle des Pays-Bas) | Origine et statut aux Pays-Bas européens | Aire de répartition                         | Statut UICN mondial | Image                |
| ---------------------------------------------------------------------- | --------------------------------------------------------- | ---------------------------------------- | ------------------------------------------- | ------------------- | -------------------- |
| Campagnol terrestre Arvicola amphibius (Linnaeus, 1758)                | Woelrat                                                   | Autochtone                               | Aire de répartition du Campagnol terrestre  | [ 8 ]               | Campagnol terrestre  |
| Campagnol nordique Microtus oeconomus (Pallas, 1776)                   | Noordse woelmuis                                          | Autochtone                               | Illustration manquante                      | [ 9 ]               | Campagnol nordique   |
| Campagnol agreste Microtus agrestis (Linnaeus, 1761)                   | Aardmuis                                                  | Autochtone                               | Aire de répartition du Campagnol agreste    | [ 10 ]              | Campagnol agreste    |
| Campagnol des champs Microtus arvalis (Pallas, 1778)                   | Veldmuis                                                  | Autochtone                               | Aire de répartition du Campagnol des champs | [ 11 ]              | Campagnol des champs |
| Campagnol souterrain Microtus subterraneus (de Sélys Longchamps, 1836) | Ondergrondse woelmuis                                     | Autochtone                               | Illustration manquante                      | [ 12 ]              | Campagnol souterrain |
| Campagnol roussâtre Myodes glareolus Schreber, 1780                    | Rosse woelmuis                                            | Autochtone                               | Aire de répartition du Campagnol roussâtre  | [ 13 ]              | Campagnol roussâtre  |
| Rat musqué Ondatra zibethicus (Linnaeus, 1766)                         | Muskusrat                                                 | Allochtone,                              | Aire de répartition du Rat musqué           | [ 15 ]              | Rat musqué           |
| Grand Hamster Cricetus cricetus (Linnaeus, 1758)                       | Hamster                                                   | Autochtone                               | Aire de répartition du Grand Hamster        | [ 16 ]              | Grand Hamster        |

### Famille:Muridés
| Nom vulgaire, nom binominal et citation d'auteurs     | Nom vulgaire néerlandais (langue officielle des Pays-Bas) | Origine et statut aux Pays-Bas européens | Aire de répartition                     | Statut UICN mondial | Image            |
| ----------------------------------------------------- | --------------------------------------------------------- | ---------------------------------------- | --------------------------------------- | ------------------- | ---------------- |
| Mulot à collier Apodemus flavicollis (Melchior, 1834) | Grote bosmuis                                             | Autochtone                               | Aire de répartition du Mulot à collier  | [ 17 ]              | Mulot à collier  |
| Mulot sylvestre Apodemus sylvaticus (Linnaeus, 1758)  | Bosmuis                                                   | Autochtone                               | Aire de répartition du Mulot sylvestre  | [ 18 ]              | Mulot sylvestre  |
| Rat des moissons Micromys minutus (Pallas, 1771)      | Dwergmuis                                                 | Autochtone                               | Aire de répartition du Rat des moissons | [ 19 ]              | Rat des moissons |
| Souris grise Mus musculus Linnaeus, 1758              | Huismuis                                                  | Allochtone (Introduit),                  | Aire de répartition de la Souris grise  | [ 20 ]              | Souris grise     |
| Rat surmulot Rattus norvegicus (Berkenhout, 1769)     | Bruine rat                                                | Allochtone (Introduit)                   | Aire de répartition du Rat surmulot     | [ 22 ]              | Rat surmulot     |
| Rat noir Rattus rattus (Linnaeus, 1758)               | Zwarte rat                                                | Allochtone (Introduit)                   | Aire de répartition du Rat noir         | [ 23 ]              | Rat noir         |

### Famille:Gliridés
| Nom vulgaire, nom binominal et citation d'auteurs   | Nom vulgaire néerlandais (langue officielle des Pays-Bas) | Origine et statut aux Pays-Bas européens | Aire de répartition                 | Statut UICN mondial | Image        |
| --------------------------------------------------- | --------------------------------------------------------- | ---------------------------------------- | ----------------------------------- | ------------------- | ------------ |
| Loir gris Glis glis Linnaeus, 1766                  | Relmuis                                                   | Autochtone                               | Aire de répartition du Loir gris    | [ 24 ]              | Loir gris    |
| Lérot commun Eliomys quercinus (Linnaeus, 1766)     | Eikelmuis                                                 | Autochtone                               | Aire de répartition du Lérot commun | [ 25 ]              | Lérot commun |
| Muscardin Muscardinus avellanarius (Linnaeus, 1758) | Hazelmuis                                                 | Autochtone                               | Aire de répartition du Muscardin    | [ 26 ]              | Muscardin    |

### Famille:Sciuridés
| Nom vulgaire, nom binominal et citation d'auteurs              | Nom vulgaire néerlandais (langue officielle des Pays-Bas) | Origine et statut aux Pays-Bas européens | Aire de répartition                              | Statut UICN mondial | Image                   |
| -------------------------------------------------------------- | --------------------------------------------------------- | ---------------------------------------- | ------------------------------------------------ | ------------------- | ----------------------- |
| Écureuil à ventre rouge Callosciurus erythraeus (Pallas, 1779) | Roodbuikeekhoorn                                          | Allochtone (Introduit)                   | Aire de répartition de l'Écureuil à ventre rouge | [ 28 ]              | Écureuil à ventre rouge |
| Écureuil roux Sciurus vulgaris Linnaeus, 1758                  | Eekhoorn                                                  | Autochtone                               | Aire de répartition de l'Écureuil roux           | [ 29 ]              | Écureuil roux           |
| Tamia de Sibérie Tamias sibiricus (Laxmann, 1769)              | Siberische grondeekhoorn                                  | Allochtone (Introduit)                   | Aire de répartition du Tamia de Sibérie          | [ 30 ]              | Tamia de Sibérie        |

## Ordre:Érinacéomorphes

### Famille:Érinacéidés
| Nom vulgaire, nom binominal et citation d'auteurs  | Nom vulgaire néerlandais (langue officielle des Pays-Bas) | Origine et statut aux Pays-Bas européens | Aire de répartition                    | Statut UICN mondial | Image           |
| -------------------------------------------------- | --------------------------------------------------------- | ---------------------------------------- | -------------------------------------- | ------------------- | --------------- |
| Hérisson commun Erinaceus europaeus Linnaeus, 1758 | Egel                                                      | Autochtone                               | Aire de répartition du Hérisson commun | [ 31 ]              | Hérisson commun |

## Ordre:Soricomorphes

### Famille:Soricidés
| Nom vulgaire, nom binominal et citation d'auteurs    | Nom vulgaire néerlandais (langue officielle des Pays-Bas) | Origine et statut aux Pays-Bas européens | Aire de répartition                            | Statut UICN mondial | Image                |
| ---------------------------------------------------- | --------------------------------------------------------- | ---------------------------------------- | ---------------------------------------------- | ------------------- | -------------------- |
| Crocidure leucode Crocidura leucodon (Hermann, 1780) | Veldspitsmuis                                             | Autochtone                               | Aire de répartition de la Crocidure leucode    | [ 32 ]              | Crocidure leucode    |
| Crocidure musette Crocidura russula (Hermann, 1780)  | Huisspitsmuis                                             | Allochtone,                              | Aire de répartition de la Crocidure musette    | [ 33 ]              | Crocidure musette    |
| Crossope de Miller Neomys anomalus Cabrera, 1907     | Millers waterspitsmuis                                    | Autochtone                               | Aire de répartition de la Crossope de Miller   | [ 35 ]              | Crossope de Miller   |
| Crossope aquatique Neomys fodiens (Pennant, 1771)    | Waterspitsmuis                                            | Autochtone                               | Aire de répartition de la Crossope aquatique   | [ 36 ]              | Crossope aquatique   |
| Musaraigne carrelet Sorex araneus Linnaeus, 1758     | Bosspitsmuis                                              | Autochtone                               | Aire de répartition de la Musaraigne carrelet  | [ 37 ]              | Musaraigne carrelet  |
| Musaraigne couronnée Sorex coronatus Millet, 1828    | Tweekleurige bosspitsmuis                                 | Autochtone                               | Aire de répartition de la Musaraigne couronnée | [ 38 ]              | Musaraigne couronnée |
| Musaraigne pygmée Sorex minutus Linnaeus, 1766       | Dwergspitsmuis                                            | Autochtone                               | Aire de répartition de la Musaraigne pygmée    | [ 39 ]              | Musaraigne pygmée    |

### Famille:Talpidés
| Nom vulgaire, nom binominal et citation d'auteurs | Nom vulgaire néerlandais (langue officielle des Pays-Bas) | Origine et statut aux Pays-Bas européens | Aire de répartition                      | Statut UICN mondial | Image          |
| ------------------------------------------------- | --------------------------------------------------------- | ---------------------------------------- | ---------------------------------------- | ------------------- | -------------- |
| Taupe d'Europe Talpa europaea Linnaeus, 1758      | Mol                                                       | Autochtone                               | Aire de répartition de la Taupe d'Europe | [ 40 ]              | Taupe d'Europe |

## Ordre:Chiroptères

### Famille:Rhinolophidés
| Nom vulgaire, nom binominal et citation d'auteurs           | Nom vulgaire néerlandais (langue officielle des Pays-Bas) | Origine et statut aux Pays-Bas européens | Aire de répartition                     | Statut UICN mondial | Image            |
| ----------------------------------------------------------- | --------------------------------------------------------- | ---------------------------------------- | --------------------------------------- | ------------------- | ---------------- |
| Grand Rhinolophe Rhinolophus ferrumequinum (Schreber, 1774) | Grote hoefijzerneus                                       | Autochtone (Disparu),                    | Aire de répartition du Grand Rhinolophe | [ 41 ]              | Grand Rhinolophe |
| Petit Rhinolophe Rhinolophus hipposideros (Bechstein, 1800) | Kleine hoefijzerneus                                      | Autochtone (Disparu)                     | Aire de répartition du Petit Rhinolophe | [ 42 ]              | Petit Rhinolophe |

### Famille:Vespertilionidés
| Nom vulgaire, nom binominal et citation d'auteurs                           | Nom vulgaire néerlandais (langue officielle des Pays-Bas) | Origine et statut aux Pays-Bas européens | Aire de répartition                                | Statut UICN mondial | Image                       |
| --------------------------------------------------------------------------- | --------------------------------------------------------- | ---------------------------------------- | -------------------------------------------------- | ------------------- | --------------------------- |
| Murin d'Alcathoé Myotis alcathoe von Helversen & Heller, 2001               | Nimfvleermuis                                             | Peut-être autochtone,                    | Aire de répartition du Murin d'Alcathoé            | [ 44 ]              | Murin d'Alcathoé            |
| Murin de Bechstein Myotis bechsteinii (Kuhl, 1817)                          | Bechsteins vleermuis                                      | Autochtone                               | Aire de répartition du Murin de Bechstein          | [ 45 ]              | Murin de Bechstein          |
| Murin de Brandt Myotis brandtii (Eversmann, 1845)                           | Brandts vleermuis                                         | Autochtone                               | Aire de répartition du Murin de Brandt             | [ 46 ]              | Murin de Brandt             |
| Murin des marais Myotis dasycneme (Boie, 1825)                              | Meervleermuis                                             | Autochtone                               | Aire de répartition du Murin des marais            | [ 47 ]              | Murin des marais            |
| Murin de Daubenton Myotis daubentonii (Kuhl, 1817)                          | Watervleermuis                                            | Autochtone                               | Aire de répartition du Murin de Daubenton          | [ 48 ]              | Murin de Daubenton          |
| Murin à oreilles échancrées Myotis emarginatus (É. Geoffroy, 1806)          | Ingekorven vleermuis                                      | Autochtone                               | Aire de répartition du Murin à oreilles échancrées | [ 49 ]              | Murin à oreilles échancrées |
| Grand Murin Myotis myotis (Borkhausen, 1797)                                | Vale vleermuis                                            | Autochtone                               | Aire de répartition du Grand Murin                 | [ 50 ]              | Grand Murin                 |
| Murin à moustaches Myotis mystacinus (Kuhl, 1817)                           | Baardvleermuis                                            | Autochtone                               | Aire de répartition du Murin à moustaches          | [ 51 ]              | Murin à moustaches          |
| Murin de Natterer Myotis nattereri (Kuhl, 1817)                             | Franjestaart                                              | Autochtone                               | Aire de répartition du Murin de Natterer           | [ 52 ]              | Murin de Natterer           |
| Sérotine de Nilsson Eptesicus nilssonii (Keyserling & Blasius, 1839)        | Noordse vleermuis                                         | Autochtone                               | Aire de répartition de la Sérotine de Nilsson      | [ 53 ]              | Sérotine de Nilsson         |
| Sérotine commune Eptesicus serotinus (Schreber, 1774)                       | Laatvlieger                                               | Autochtone                               | Aire de répartition de la Sérotine commune         | [ 54 ]              | Sérotine commune            |
| Grande Noctule Nyctalus lasiopterus (Schreber, 1780)                        | Grote rosse vleermuis                                     | Erratique,                               | Aire de répartition de la Grande Noctule           | [ 55 ]              | Grande Noctule              |
| Noctule de Leisler Nyctalus leisleri (Kuhl, 1817)                           | Bosvleermuis                                              | Autochtone                               | Aire de répartition de la Noctule de Leisler       | [ 56 ]              | Noctule de Leisler          |
| Noctule commune Nyctalus noctula (Schreber, 1774)                           | Rosse vleermuis                                           | Autochtone                               | Aire de répartition de la Noctule commune          | [ 57 ]              | Noctule commune             |
| Pipistrelle de Nathusius Pipistrellus nathusii (Keyserling & Blasius, 1839) | Ruige dwergvleermuis                                      | Autochtone                               | Aire de répartition de la Pipistrelle de Nathusius | [ 58 ]              | Pipistrelle de Nathusius    |
| Pipistrelle commune Pipistrellus pipistrellus (Schreber, 1774)              | Gewone dwergvleermuis                                     | Autochtone                               | Aire de répartition de la Pipistrelle commune      | [ 59 ]              | Pipistrelle commune         |
| Pipistrelle pygmée Pipistrellus pygmaeus (Leach, 1825)                      | Kleine dwergvleermuis                                     | Autochtone                               | Aire de répartition de la Pipistrelle pygmée       | [ 61 ]              | Pipistrelle pygmée          |
| Barbastelle d'Europe Barbastella barbastellus (Schreber, 1774)              | Mopsvleermuis                                             | Autochtone (Peut-être disparu),          | Aire de répartition de la Barbastelle d'Europe     | [ 62 ]              | Barbastelle d'Europe        |
| Oreillard roux Plecotus auritus (Linnaeus, 1758)                            | Grootoorvleermuis                                         | Autochtone                               | Aire de répartition de l'Oreillard roux            | [ 63 ]              | Oreillard roux              |
| Oreillard gris Plecotus austriacus (J. Fischer, 1829)                       | Grijze grootoorvleermuis                                  | Autochtone                               | Aire de répartition de l'Oreillard gris            | [ 64 ]              | Oreillard gris              |
| Sérotine bicolore Vespertilio murinus Linnaeus, 1758                        | Tweekleurige vleermuis                                    | Autochtone                               | Aire de répartition de la Sérotine bicolore        | [ 65 ]              | Sérotine bicolore           |

## Ordre:Cétacés

### Famille:Balænidés
| Nom vulgaire, nom binominal et citation d'auteurs     | Nom vulgaire néerlandais (langue officielle des Pays-Bas) | Origine et statut aux Pays-Bas européens | Aire de répartition                          | Statut UICN mondial | Image              |
| ----------------------------------------------------- | --------------------------------------------------------- | ---------------------------------------- | -------------------------------------------- | ------------------- | ------------------ |
| Baleine de Biscaye Eubalaena glacialis (Müller, 1776) | Noordkaper                                                | Autochtone (Disparu, puis erratique),    | Aire de répartition de la Baleine de Biscaye | [ 66 ]              | Baleine de Biscaye |

### Famille:Balænoptéridés
| Nom vulgaire, nom binominal et citation d'auteurs          | Nom vulgaire néerlandais (langue officielle des Pays-Bas) | Origine et statut aux Pays-Bas européens | Aire de répartition                        | Statut UICN mondial | Image            |
| ---------------------------------------------------------- | --------------------------------------------------------- | ---------------------------------------- | ------------------------------------------ | ------------------- | ---------------- |
| Baleine de Minke Balaenoptera acutorostrata Lacépède, 1804 | Dwergvinvis                                               | Autochtone                               | Aire de répartition de la Baleine de Minke | [ 68 ]              | Baleine de Minke |
| Rorqual boréal Balaenoptera borealis Lesson, 1828          | Noordse vinvis                                            | Erratique                                | Aire de répartition du Rorqual boréal      | [ 69 ]              | Rorqual boréal   |
| Baleine bleue Balaenoptera musculus (Linnaeus, 1758)       | Blauwe vinvis                                             | Erratique                                | Aire de répartition de la Baleine bleue    | [ 70 ]              | Baleine bleue    |
| Rorqual commun Balaenoptera physalus (Linnaeus, 1758)      | Gewone vinvis                                             | Erratique                                | Aire de répartition du Rorqual commun      | [ 71 ]              | Rorqual commun   |
| Baleine à bosse Megaptera novaeangliae (Borowski, 1781)    | Bultrug                                                   | Erratique                                | Aire de répartition de la Baleine à bosse  | [ 72 ]              | Baleine à bosse  |

### Famille:Eschrichtiidés
| Nom vulgaire, nom binominal et citation d'auteurs      | Nom vulgaire néerlandais (langue officielle des Pays-Bas) | Origine et statut aux Pays-Bas européens | Aire de répartition                     | Statut UICN mondial | Image         |
| ------------------------------------------------------ | --------------------------------------------------------- | ---------------------------------------- | --------------------------------------- | ------------------- | ------------- |
| Baleine grise Eschrichtius robustus (Lilljeborg, 1861) | Grijze walvis                                             | Autochtone (Disparu)                     | Aire de répartition de la Baleine grise | [ 74 ]              | Baleine grise |

### Famille:Delphinidés
| Nom vulgaire, nom binominal et citation d'auteurs                    | Nom vulgaire néerlandais (langue officielle des Pays-Bas) | Origine et statut aux Pays-Bas européens | Aire de répartition                                  | Statut UICN mondial | Image                         |
| -------------------------------------------------------------------- | --------------------------------------------------------- | ---------------------------------------- | ---------------------------------------------------- | ------------------- | ----------------------------- |
| Dauphin commun Delphinus delphis Linnaeus, 1758                      | Gewone dolfijn                                            | Autochtone                               | Aire de répartition du Dauphin commun                | [ 75 ]              | Dauphin commun                |
| Globicéphale noir Globicephala melas (Traill, 1809)                  | Griend                                                    | Erratique                                | Aire de répartition du Globicéphale noir             | [ 76 ]              | Globicéphale noir             |
| Dauphin de Risso Grampus griseus (G. Cuvier, 1812)                   | Gramper                                                   | Erratique                                | Aire de répartition du Dauphin de Risso              | [ 77 ]              | Dauphin de Risso              |
| Lagénorhynque à flancs blancs Lagenorhynchus acutus (Gray, 1828)     | Witflankdolfijn                                           | Erratique                                | Aire de répartition du Lagénorhynque à flancs blancs | [ 78 ]              | Lagénorhynque à flancs blancs |
| Lagénorhynque à rostre blanc Lagenorhynchus albirostris (Gray, 1846) | Witsnuitdolfijn                                           | Autochtone                               | Aire de répartition du Lagénorhynque à rostre blanc  | [ 79 ]              | Lagénorhynque à rostre blanc  |
| Orque Orcinus orca (Linnaeus, 1758)                                  | Orka                                                      | Erratique                                | Aire de répartition de l'Orque                       | [ 80 ]              | Orque                         |
| Fausse Orque Pseudorca crassidens (Owen, 1846)                       | Zwarte zwaardwalvis                                       | Peut-être erratique,                     | Aire de répartition de la Fausse Orque               | [ 81 ]              | Fausse Orque                  |
| Dauphin bleu et blanc Stenella coeruleoalba (Meyen, 1833)            | Gestreepte dolfijn                                        | Erratique                                | Aire de répartition du Dauphin bleu et blanc         | [ 82 ]              | Dauphin bleu et blanc         |
| Sténo Steno bredanensis (G. Cuvier in Lesson, 1828)                  | Snaveldolfijn                                             | Peut-être erratique                      | Aire de répartition du Sténo                         | [ 83 ]              | Sténo                         |
| Grand Dauphin commun Tursiops truncatus (Montagu, 1821)              | Tuimelaar                                                 | Autochtone                               | Aire de répartition du Grand Dauphin commun          | [ 84 ]              | Grand Dauphin commun          |

### Famille:Monodontidés
| Nom vulgaire, nom binominal et citation d'auteurs | Nom vulgaire néerlandais (langue officielle des Pays-Bas) | Origine et statut aux Pays-Bas européens | Aire de répartition            | Statut UICN mondial | Image   |
| ------------------------------------------------- | --------------------------------------------------------- | ---------------------------------------- | ------------------------------ | ------------------- | ------- |
| Bélouga Delphinapterus leucas (Pallas, 1776)      | Witte dolfijn                                             | Erratique                                | Aire de répartition du Bélouga | [ 85 ]              | Bélouga |
| Narval Monodon monoceros Linnaeus, 1758           | Narwal                                                    | Erratique                                | Aire de répartition du Narval  | [ 86 ]              | Narval  |

### Famille:Phocœnidés
| Nom vulgaire, nom binominal et citation d'auteurs  | Nom vulgaire néerlandais (langue officielle des Pays-Bas) | Origine et statut aux Pays-Bas européens | Aire de répartition                    | Statut UICN mondial | Image           |
| -------------------------------------------------- | --------------------------------------------------------- | ---------------------------------------- | -------------------------------------- | ------------------- | --------------- |
| Marsouin commun Phocoena phocoena (Linnaeus, 1758) | Bruinvis                                                  | Autochtone (Recolonisateur),             | Aire de répartition du Marsouin commun | [ 88 ]              | Marsouin commun |

### Famille:Kogiidés
| Nom vulgaire, nom binominal et citation d'auteurs  | Nom vulgaire néerlandais (langue officielle des Pays-Bas) | Origine et statut aux Pays-Bas européens | Aire de répartition                    | Statut UICN mondial | Image           |
| -------------------------------------------------- | --------------------------------------------------------- | ---------------------------------------- | -------------------------------------- | ------------------- | --------------- |
| Cachalot pygmée Kogia breviceps (Blainville, 1838) | Dwergpotvis                                               | Peut-être erratique                      | Aire de répartition du Cachalot pygmée | [ 89 ]              | Cachalot pygmée |

### Famille:Physétéridés
| Nom vulgaire, nom binominal et citation d'auteurs    | Nom vulgaire néerlandais (langue officielle des Pays-Bas) | Origine et statut aux Pays-Bas européens | Aire de répartition                   | Statut UICN mondial | Image          |
| ---------------------------------------------------- | --------------------------------------------------------- | ---------------------------------------- | ------------------------------------- | ------------------- | -------------- |
| Grand Cachalot Physeter macrocephalus Linnaeus, 1758 | Potvis                                                    | Erratique                                | Aire de répartition du Grand Cachalot | [ 90 ]              | Grand Cachalot |

### Famille:Ziphiidés
| Nom vulgaire, nom binominal et citation d'auteurs                   | Nom vulgaire néerlandais (langue officielle des Pays-Bas) | Origine et statut aux Pays-Bas européens | Aire de répartition                               | Statut UICN mondial | Image                    |
| ------------------------------------------------------------------- | --------------------------------------------------------- | ---------------------------------------- | ------------------------------------------------- | ------------------- | ------------------------ |
| Hypérodon boréal Hyperoodon ampullatus (Forster, 1770)              | Noordelijke butskop                                       | Erratique                                | Aire de répartition du Hypérodon boréal           | [ 91 ]              | Hypérodon boréal         |
| Mésoplodon de Sowerby Mesoplodon bidens (Sowerby, 1804)             | Gewone spitssnuitdolfijn                                  | Erratique                                | Aire de répartition du Mésoplodon de Sowerby      | [ 92 ]              | Mésoplodon de Sowerby    |
| Mésoplodon de Blainville Mesoplodon densirostris (Blainville, 1817) | Spitssnuitdolfijn van de Blainville                       | Erratique                                | Aire de répartition du Mésoplodon de Blainville   | [ 93 ]              | Mésoplodon de Blainville |
| Mésoplodon de Gray Mesoplodon grayi Von Haast, 1876                 | Spitssnuitdolfijn van Gray                                | Erratique                                | Aire de répartition du Mésoplodon de Gray         | [ 94 ]              | Mésoplodon de Gray       |
| Baleine à bec de Cuvier Ziphius cavirostris G. Cuvier, 1823         | Dolfijn van Cuvier                                        | Erratique                                | Aire de répartition de la Baleine à bec de Cuvier | [ 95 ]              | Baleine à bec de Cuvier  |

## Ordre:Artiodactyles

### Famille:Bovidés
| Nom vulgaire, nom binominal et citation d'auteurs | Nom vulgaire néerlandais (langue officielle des Pays-Bas) | Origine et statut aux Pays-Bas européens | Aire de répartition                          | Statut UICN mondial | Image                 |
| ------------------------------------------------- | --------------------------------------------------------- | ---------------------------------------- | -------------------------------------------- | ------------------- | --------------------- |
| Bison d'Europe Bison bonasus (Linnaeus, 1758)     | Wisent                                                    | Autochtone (Réintroduit)                 | Aire de répartition du Bison d'Europe        | [ 97 ]              | Bison d'Europe        |
| Taurin Bos taurus Linnaeus, 1758                  | Rund                                                      | Autochtone (Peut-être réintroduit),      | Aire de répartition du Taurin                | NE                  |                       |
| Mouflon méditerranéen Ovis aries Linnaeus, 1758   | Moeflon                                                   | Allochtone (Introduit)                   | Aire de répartition du Mouflon méditerranéen | [ 101 ]             | Mouflon méditerranéen |

### Famille:Cervidés
| Nom vulgaire, nom binominal et citation d'auteurs       | Nom vulgaire néerlandais (langue officielle des Pays-Bas) | Origine et statut aux Pays-Bas européens | Aire de répartition                       | Statut UICN mondial | Image              |
| ------------------------------------------------------- | --------------------------------------------------------- | ---------------------------------------- | ----------------------------------------- | ------------------- | ------------------ |
| Élan Alces alces (Linnaeus, 1758)                       | Eland                                                     | Autochtone (Disparu)                     | Aire de répartition de l'Élan             | [ 103 ]             | Élan               |
| Chevreuil européen Capreolus capreolus (Linnaeus, 1758) | Europese ree                                              | Autochtone                               | Aire de répartition du Chevreuil européen | [ 104 ]             | Chevreuil européen |
| Cerf élaphe Cervus elaphus Linnaeus, 1758               | Edelhert                                                  | Autochtone                               | Aire de répartition du Cerf élaphe        | [ 105 ]             | Cerf élaphe        |
| Daim européen Dama dama (Linnaeus, 1758)                | Damhert                                                   | Allochtone (Introduit)                   | Aire de répartition du Daim européen      | [ 106 ]             | Daim européen      |
| Muntjac de Chine Muntiacus reevesi (Ogilby, 1839)       | Chinese muntjak                                           | Allochtone (Introduit)                   | Illustration manquante                    | [ 108 ]             | Muntjac de Chine   |

### Famille:Suidés
| Nom vulgaire, nom binominal et citation d'auteurs | Nom vulgaire néerlandais (langue officielle des Pays-Bas) | Origine et statut aux Pays-Bas européens | Aire de répartition                       | Statut UICN mondial | Image              |
| ------------------------------------------------- | --------------------------------------------------------- | ---------------------------------------- | ----------------------------------------- | ------------------- | ------------------ |
| Sanglier d'Eurasie Sus scrofa Linnaeus, 1758      | Wild zwijn                                                | Autochtone                               | Aire de répartition du Sanglier d'Eurasie | [ 109 ]             | Sanglier d'Eurasie |

## Ordre:Périssodactyles

### Famille:Équidés
| Nom vulgaire, nom binominal et citation d'auteurs | Nom vulgaire néerlandais (langue officielle des Pays-Bas) | Origine et statut aux Pays-Bas européens | Aire de répartition           | Statut UICN mondial | Image  |
| ------------------------------------------------- | --------------------------------------------------------- | ---------------------------------------- | ----------------------------- | ------------------- | ------ |
| Cheval Equus caballus Linnaeus, 1758              | Paard                                                     | Autochtone (Peut-être réintroduit),      | Aire de répartition du Cheval | [ 112 ]             | Cheval |

## Ordre:Carnivores

### Famille:Canidés
| Nom vulgaire, nom binominal et citation d'auteurs    | Nom vulgaire néerlandais (langue officielle des Pays-Bas) | Origine et statut aux Pays-Bas européens | Aire de répartition                   | Statut UICN mondial | Image          |
| ---------------------------------------------------- | --------------------------------------------------------- | ---------------------------------------- | ------------------------------------- | ------------------- | -------------- |
| Chacal doré Canis aureus Linnaeus, 1758              | Gewone jakhals                                            | Erratique,                               | Aire de répartition du Chacal doré    | [ 116 ]             |                |
| Loup gris Canis lupus Linnaeus, 1758                 | Wolf                                                      | Autochtone (Disparu, puis erratique)     | Aire de répartition du Loup gris      | [ 118 ]             | Loup gris      |
| Chien viverrin Nyctereutes procyonoides (Gray, 1834) | Wasbeerhond                                               | Allochtone                               | Aire de répartition du Chien viverrin | [ 120 ]             | Chien viverrin |
| Renard roux Vulpes vulpes (Linnaeus, 1758)           | Vos                                                       | Autochtone                               | Aire de répartition du Renard roux    | [ 121 ]             | Renard roux    |

### Famille:Ursidés
| Nom vulgaire, nom binominal et citation d'auteurs | Nom vulgaire néerlandais (langue officielle des Pays-Bas) | Origine et statut aux Pays-Bas européens | Aire de répartition                | Statut UICN mondial | Image     |
| ------------------------------------------------- | --------------------------------------------------------- | ---------------------------------------- | ---------------------------------- | ------------------- | --------- |
| Ours brun Ursus arctos Linnaeus, 1758             | Bruine beer                                               | Autochtone (Disparu)                     | Aire de répartition de l'Ours brun | [ 122 ]             | Ours brun |

### Famille:Méphitidés
| Nom vulgaire, nom binominal et citation d'auteurs  | Nom vulgaire néerlandais (langue officielle des Pays-Bas) | Origine et statut aux Pays-Bas européens | Aire de répartition                       | Statut UICN mondial | Image           |
| -------------------------------------------------- | --------------------------------------------------------- | ---------------------------------------- | ----------------------------------------- | ------------------- | --------------- |
| Mouffette rayée Mephitis mephitis (Schreber, 1776) | Gestreepte skunk                                          | Allochtone (Introduit)                   | Aire de répartition de la Mouffette rayée | [ 124 ]             | Mouffette rayée |

### Famille:Mustélidés
| Nom vulgaire, nom binominal et citation d'auteurs | Nom vulgaire néerlandais (langue officielle des Pays-Bas) | Origine et statut aux Pays-Bas européens | Aire de répartition                        | Statut UICN mondial | Image             |
| ------------------------------------------------- | --------------------------------------------------------- | ---------------------------------------- | ------------------------------------------ | ------------------- | ----------------- |
| Loutre d'Europe Lutra lutra (Linnaeus, 1758)      | Otter                                                     | Autochtone (Réintroduit)                 | Aire de répartition de la Loutre d'Europe  | [ 126 ]             | Loutre d'Europe   |
| Fouine Martes foina (Erxleben, 1777)              | Steenmarter                                               | Peut-être allochtone,                    | Aire de répartition de la Fouine           | [ 127 ]             | Fouine            |
| Martre des pins Martes martes (Linnaeus, 1758)    | Boommarter                                                | Autochtone                               | Aire de répartition de la Martre des pins  | [ 129 ]             | Martre des pins   |
| Blaireau européen Meles meles (Linnaeus, 1758)    | Das                                                       | Autochtone                               | Aire de répartition du Blaireau européen   | [ 130 ]             | Blaireau européen |
| Hermine Mustela erminea Linnaeus, 1758            | Hermelijn                                                 | Autochtone                               | Aire de répartition de l'Hermine           | [ 131 ]             | Hermine           |
| Vison d'Europe Mustela lutreola (Linnaeus, 1761)  | Europese nerts                                            | Autochtone (Disparu)                     | Aire de répartition du Vison d'Europe      | [ 132 ]             | Vison d'Europe    |
| Belette d'Europe Mustela nivalis Linnaeus, 1766   | Wezel                                                     | Autochtone                               | Aire de répartition de la Belette d'Europe | [ 133 ]             | Belette d'Europe  |
| Putois d'Europe Mustela putorius Linnaeus, 1758   | Bunzing                                                   | Autochtone                               | Aire de répartition du Putois d'Europe     | [ 134 ]             | Putois d'Europe   |
| Vison d'Amérique Neovison vison (Schreber, 1777)  | Amerikaanse nerts                                         | Allochtone (Peut-être non acclimaté),    | Aire de répartition du Vison d'Amérique    | [ 136 ]             | Vison d'Amérique  |

### Famille:Procyonidés
| Nom vulgaire, nom binominal et citation d'auteurs | Nom vulgaire néerlandais (langue officielle des Pays-Bas) | Origine et statut aux Pays-Bas européens | Aire de répartition                 | Statut UICN mondial | Image        |
| ------------------------------------------------- | --------------------------------------------------------- | ---------------------------------------- | ----------------------------------- | ------------------- | ------------ |
| Raton laveur Procyon lotor (Linnaeus, 1758)       | Gewone wasbeer                                            | Allochtone                               | Aire de répartition du Raton laveur | [ 137 ]             | Raton laveur |

### Famille:Odobénidés
| Nom vulgaire, nom binominal et citation d'auteurs | Nom vulgaire néerlandais (langue officielle des Pays-Bas) | Origine et statut aux Pays-Bas européens | Aire de répartition          | Statut UICN mondial | Image |
| ------------------------------------------------- | --------------------------------------------------------- | ---------------------------------------- | ---------------------------- | ------------------- | ----- |
| Morse Odobenus rosmarus (Linnaeus, 1758)          | Walrus                                                    | Erratique                                | Aire de répartition du Morse | [ 138 ]             | Morse |

### Famille:Phocidés
| Nom vulgaire, nom binominal et citation d'auteurs             | Nom vulgaire néerlandais (langue officielle des Pays-Bas) | Origine et statut aux Pays-Bas européens | Aire de répartition                        | Statut UICN mondial | Image               |
| ------------------------------------------------------------- | --------------------------------------------------------- | ---------------------------------------- | ------------------------------------------ | ------------------- | ------------------- |
| Phoque à capuchon Cystophora cristata (Erxleben, 1777)        | Klapmuts                                                  | Erratique                                | Aire de répartition du Phoque à capuchon   | [ 139 ]             | Phoque à capuchon   |
| Phoque barbu Erignathus barbatus (Erxleben, 1777)             | Baardrob                                                  | Erratique                                | Aire de répartition du Phoque barbu        | [ 140 ]             | Phoque barbu        |
| Phoque gris Halichoerus grypus (Fabricius, 1791)              | Grijze zeehond                                            | Autochtone (Recolonisateur)              | Aire de répartition du Phoque gris         | [ 142 ]             | Phoque gris         |
| Phoque du Groenland Pagophilus groenlandicus (Erxleben, 1777) | Zadelrob                                                  | Erratique                                | Aire de répartition du Phoque du Groenland | [ 143 ]             | Phoque du Groenland |
| Phoque veau marin Phoca vitulina Linnaeus, 1758               | Gewone zeehond                                            | Autochtone                               | Aire de répartition du Phoque veau marin   | [ 144 ]             | Phoque veau marin   |
| Phoque annelé Pusa hispida (Schreber, 1775)                   | Ringelrob                                                 | Erratique                                | Aire de répartition du Phoque annelé       | [ 145 ]             | Phoque annelé       |

### Famille:Félidés
| Nom vulgaire, nom binominal et citation d'auteurs | Nom vulgaire néerlandais (langue officielle des Pays-Bas) | Origine et statut aux Pays-Bas européens | Aire de répartition                 | Statut UICN mondial | Image        |
| ------------------------------------------------- | --------------------------------------------------------- | ---------------------------------------- | ----------------------------------- | ------------------- | ------------ |
| Chat sauvage Felis silvestris Schreber, 1777      | Wilde kat                                                 | Autochtone (Recolonisateur)              | Aire de répartition du Chat sauvage | [ 147 ]             | Chat sauvage |
| Lynx boréal Lynx lynx (Linnaeus, 1758)            | Euraziatische lynx                                        | Autochtone (Disparu, puis erratique)     | Aire de répartition du Lynx boréal  | [ 149 ]             | Lynx boréal  |

### Famille:Viverridés
| Nom vulgaire, nom binominal et citation d'auteurs | Nom vulgaire néerlandais (langue officielle des Pays-Bas) | Origine et statut aux Pays-Bas européens | Aire de répartition                       | Statut UICN mondial | Image           |
| ------------------------------------------------- | --------------------------------------------------------- | ---------------------------------------- | ----------------------------------------- | ------------------- | --------------- |
| Genette commune Genetta genetta (Linnaeus, 1758)  | Genetkat                                                  | Allochtone (Peut-être non acclimaté)     | Aire de répartition de la Genette commune | [ 150 ]             | Genette commune |